# 7月27日
7月27日（しちがつにじゅうしちにち）は、グレゴリオ暦で年始から208日目（閏年では209日目）にあたり、年末まであと157日ある。

## できごと

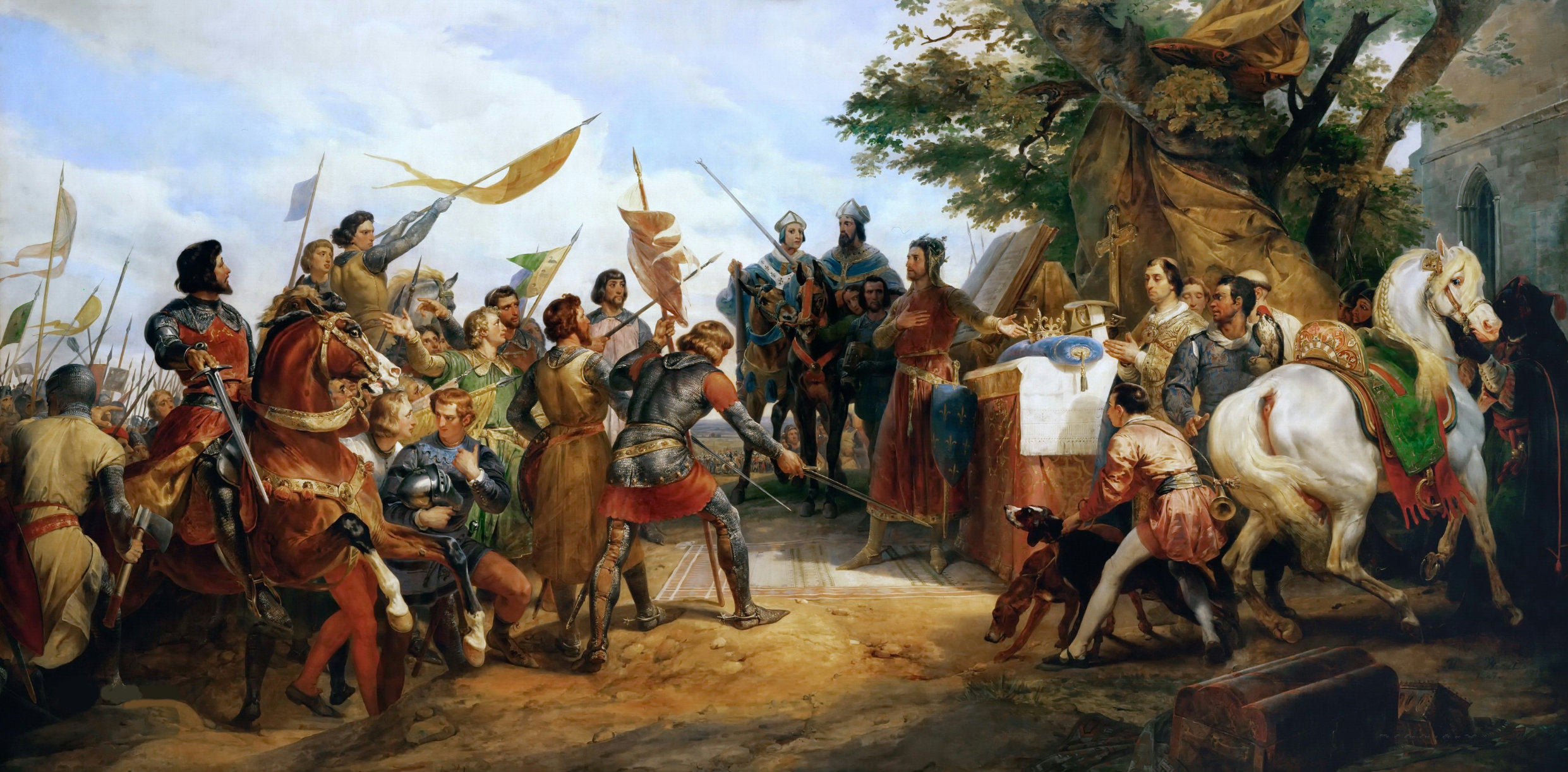
ブーヴィーヌの戦い (1214年)、ヨーロッパでのフランスの優位が確立

フランス7月革命勃発 (1830年)。7月王政へと至る。画像はウジェーヌ・ドラクロワ画『民衆を導く自由の女神』(1830年)

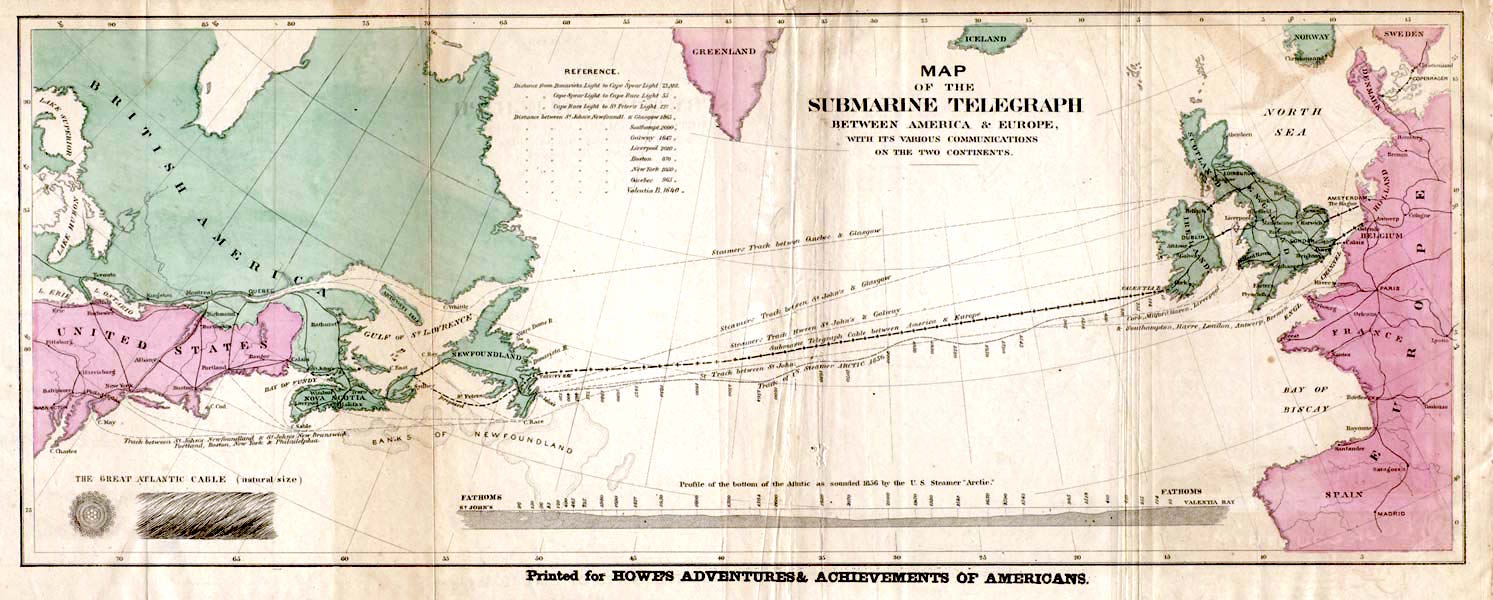
大西洋横断電信ケーブルの敷設作業完了 (1866年)。画像は1858年の同ケーブル

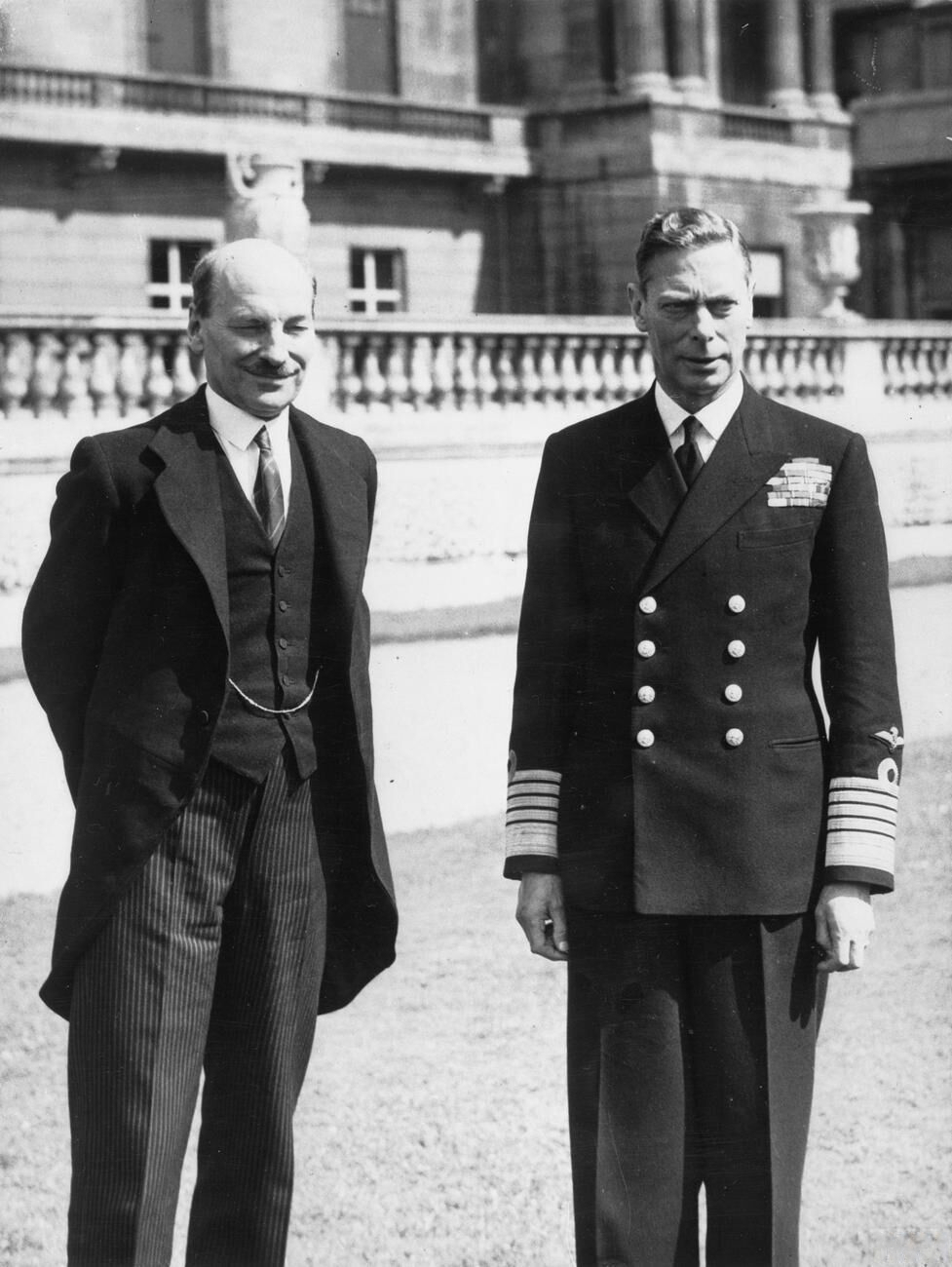
クレメント・アトリー(左)英国首相就任 (1945年)

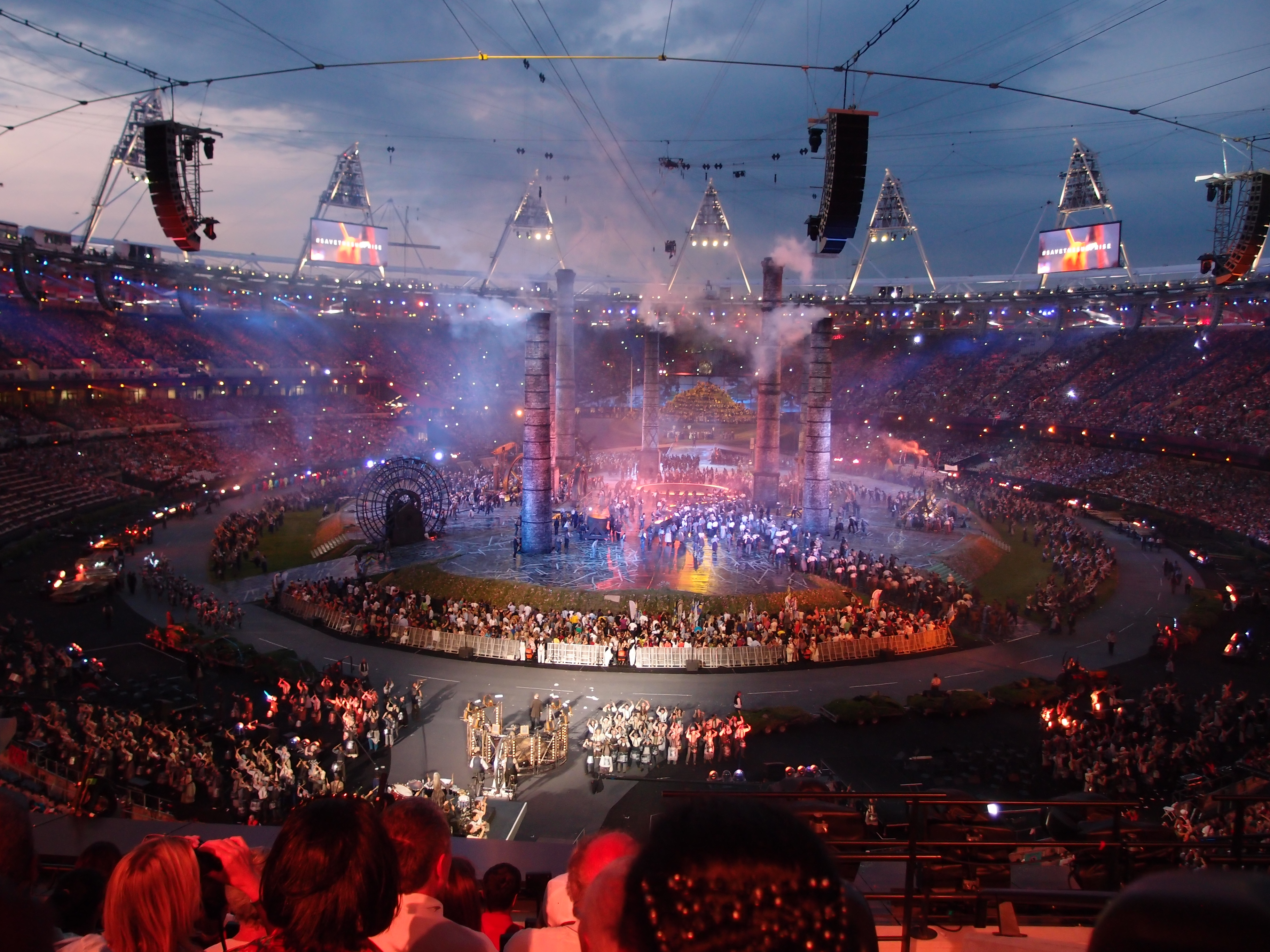
ロンドンオリンピック開幕 (2012年)

- 1214年 - ブーヴィーヌの戦い。フランス王フィリップ2世がイングランド王ジョンを破る。
- 1549年（天文18年7月3日） - フランシスコ・ザビエルの船が鹿児島沖に到達し錨を降ろす。8月15日（旧暦7月22日）に上陸。
- 1582年（天正10年7月8日） - 太閤検地: 羽柴秀吉が近江で初めて検地を行う。
- 1656年 - バールーフ・デ・スピノザが破門される。
- 1778年 - アメリカ独立戦争: ウェサン島の海戦。
- 1789年 - アメリカ合衆国国務省の前身であるアメリカ合衆国外務省が設立される。アメリカ合衆国憲法下における初の連邦機関。
- 1794年（フランス革命暦II年テルミドール9日） - フランス革命: テルミドールのクーデター。
- 1830年 - フランス7月革命勃発。
- 1846年（弘化3年6月5日） - 浦賀奉行が通商拒否・退去通告。
- 1865年 - ウェールズ人入植者 (en:Welsh Argentine) がアルゼンチンチュブ州に到着。
- 1866年 - 大西洋横断電信ケーブルの敷設作業が完了。
- 1890年 - オランダの画家・ゴッホがピストルで自殺を図る。2日後の7月29日に病院で死亡。
- 1916年 - 香港を出港した布哇丸（ハワイ丸）に神戸港から乗船した船客が、横浜港に入港する際にコレラを発症。2日後に死亡したため、同船は長濱検疫所へ回航され乗員・乗客全員が収容（乗員133人、乗客189人等多数収容）された。8月9日の停留解除までの間、患者44人、死者10人を出す[1]。
- 1924年 - 5月4日から行われていた第8回夏季オリンピックパリ大会が閉幕。
- 1924年 - 樺太の大泊港と北海道小樽港を結ぶ連絡船「大礼丸」が能登呂岬沖合で沈没。196人が死亡[2]。
- 1929年 - ジュネーブ条約の一つである俘虜の待遇に関する条約が作成される。
- 1930年 - 第一次国共内戦。中国で紅軍が長沙を占領。湖南省ソビエト政権樹立。
- 1939年 - アメリカ合衆国が日米通商航海条約の破棄を通告。半年後の1940年1月26日に失効。
- 1945年 - 労働党党首クレメント・アトリーがイギリスの首相に就任。
- 1949年 - 世界初のジェット旅客機デ・ハビランド DH.106 コメットが初飛行。
- 1950年 - 広島県佐伯郡にある長島の近くで漁船が操業していたところ、付近に浮遊していた大型磁気機雷が爆発。漁船4隻が大破、2隻が損壊。死者・行方不明者46人[3]。
- 1953年 - 朝鮮戦争: 板門店で休戦協定が調印され、現在の軍事境界線が設定される[4]。
- 1953年 - 東京・新橋のバー『メッカ』の天井裏からしたたり落ちてきた血がきっかけとなり、証券ブローカーの刺殺体が発見される（バー・メッカ殺人事件）。
- 1955年 - オーストリアの連合国による占領が終了し、主権を回復。永世中立宣言はこの年の10月26日。
- 1967年 - ストロング小林が国際プロレスでデビュー。
- 1970年 - 東京都が光化学スモッグ対策暫定実施要綱を制定[5]。
- 1972年 - F-15戦闘機（イーグル）が初飛行。
- 1974年 - ウォーターゲート事件: 米下院司法委員会がリチャード・ニクソン大統領の司法妨害に対する第1の弾劾を可決。
- 1976年 - ロッキード事件: 田中角栄前首相（当時）が逮捕される[6]。
- 1977年 - 長野県長野市の、茶臼山地すべり跡地を整備して、茶臼山自然植物園が開園。3年後1980年の同日、隣接地に茶臼山恐竜公園が開園。
- 1989年 - 大韓航空803便着陸失敗事故。大韓航空機がリビア・トリポリ国際空港の手前の住宅地に墜落。乗員乗客199名のうち74名と地元住民6名が死亡。
- 1990年 - ベラルーシがソビエト連邦からの独立を宣言。1991年に承認される。
- 1990年 - ソビエト連邦のミハイル・ゴルバチョフ大統領が訪ソ中の池田大作・創価学会名誉会長と会談。1991年春に訪日する意向を表明[7]。
- 1992年 - バルセロナオリンピック大会の水泳女子200m平泳ぎで中学2年の岩崎恭子が金メダルを獲得。日本人史上最年少の金メダル[8]。
- 1994年 - マイクロソフトがWindows NT 3.1を発売。
- 1995年 - 九州自動車道が全線開通。青森 - 鹿児島・宮崎間が高速道路によって結ばれる。
- 1996年 - アトランタオリンピック開催中のアトランタのオリンピック公園で爆破事件 (en:Centennial Olympic Park bombing) が発生し、2名死亡、111名負傷。
- 2001年 - ディズニーリゾートラインが開業。
- 2002年 - リヴィウ航空ショー墜落事故。
- 2012年 - ロンドンオリンピックが開幕。8月12日まで。
- 2013年 - 隅田川花火大会が、雷雨の影響で史上初の中止に。
- 2020年 - 三菱自動車工業が、岐阜県坂祝町の子会社パジェロ製造の工場を閉鎖すると発表[9][10]。
- 2024年 - インドのニューデリーで開催中のユネスコ世界遺産委員会が、新潟県の佐渡島の金山について、日本で21件目となる世界文化遺産に登録すると決定。

## 誕生日

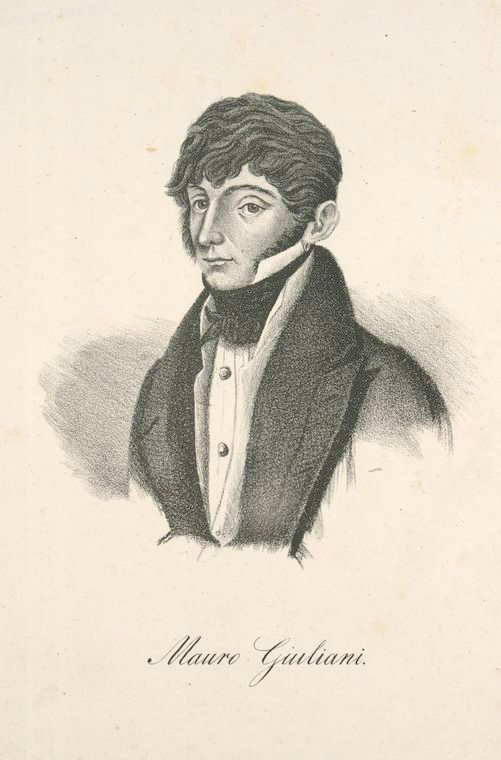
ギタリスト・作曲家、マウロ・ジュリアーニ(1781-1828)誕生。

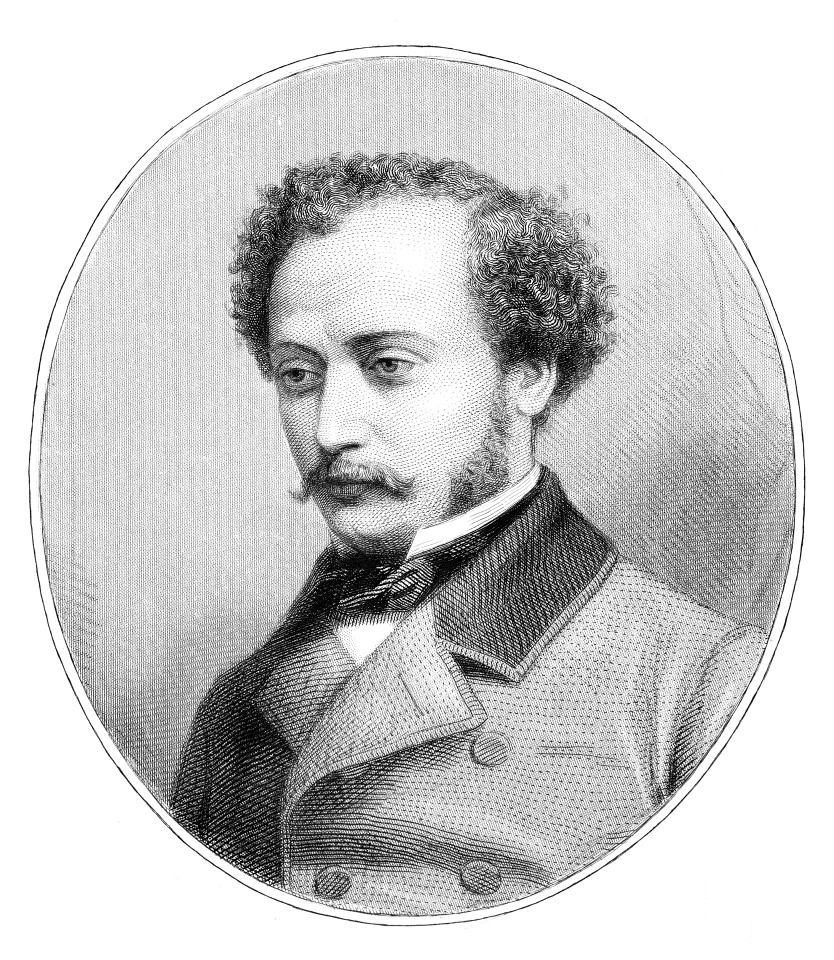
作家アレクサンドル・デュマ・フィス(1824-1895)誕生。

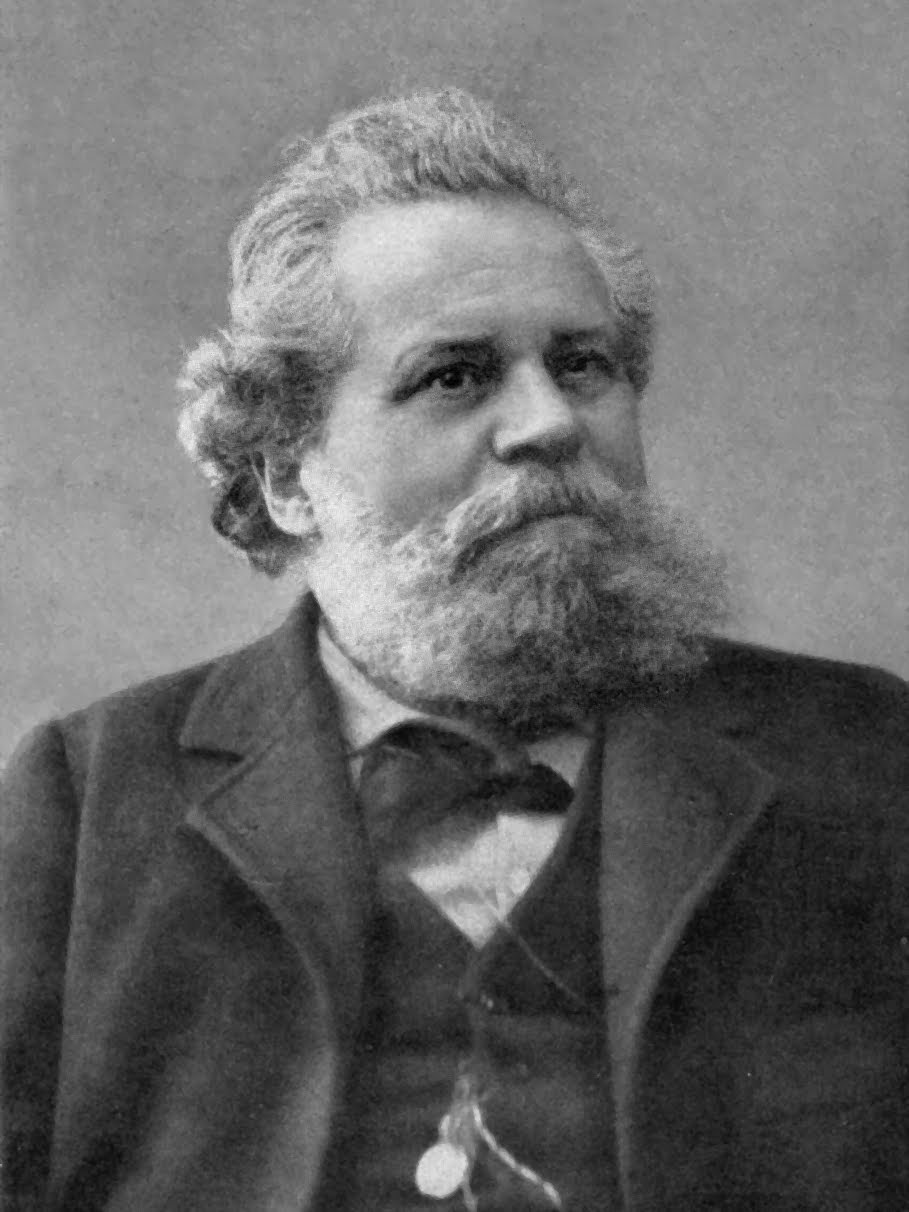
詩人ジョズエ・カルドゥッチ(1835-1907)誕生。

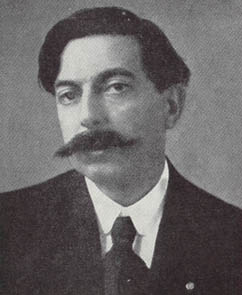
作曲家エンリケ・グラナドス(1867-1916)誕生。

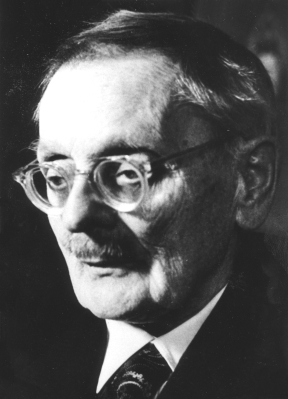
数学者エルンスト・ツェルメロ(1871-1953)誕生。

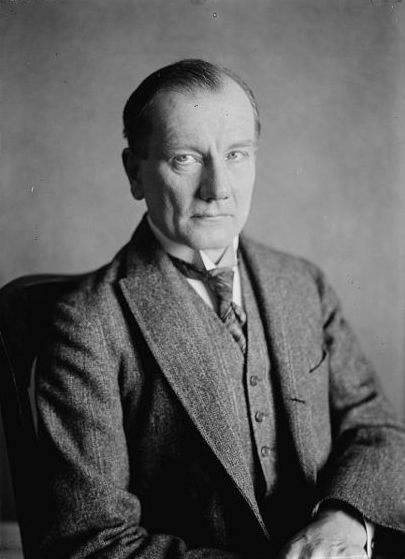
作曲家エルンスト・フォン・ドホナーニ(1877-1960)誕生。

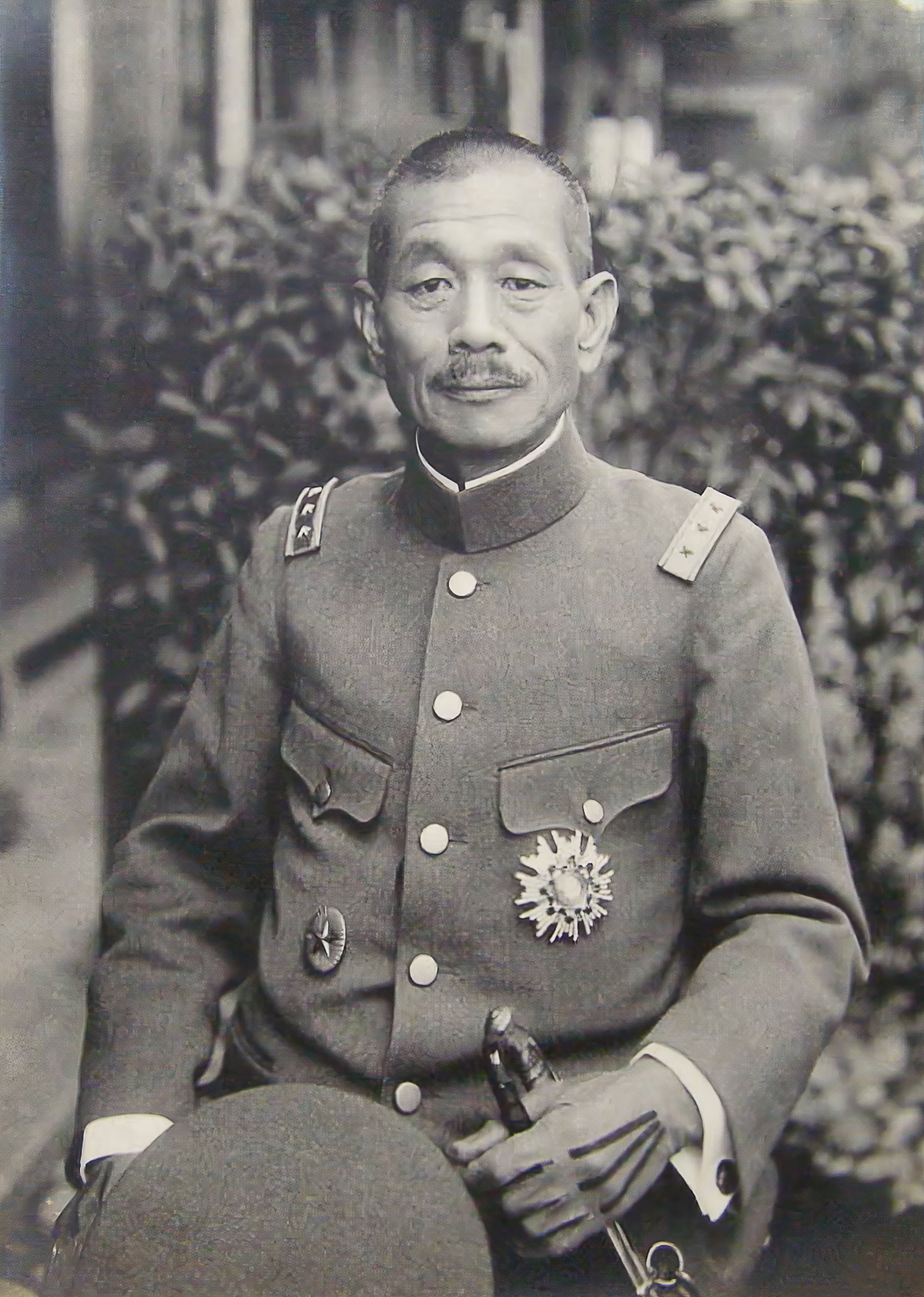
日本陸軍軍人、松井石根(1878-1948)誕生。戦後南京事件の責任を問われた。

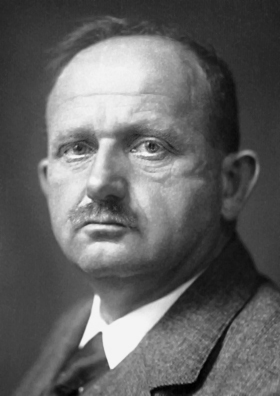
生化学者ハンス・フィッシャー(1881-1945)誕生。

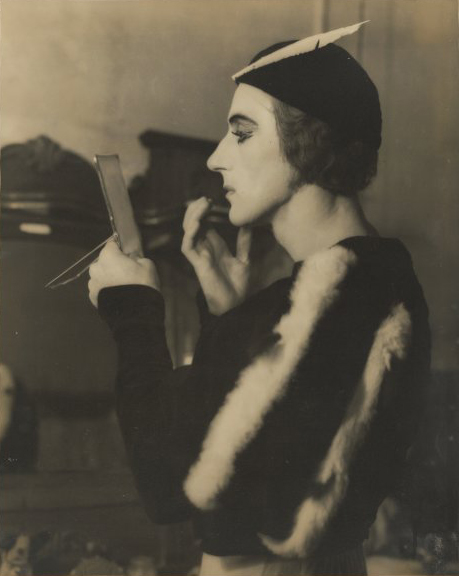
バレエダンサー・振付家、アントン・ドーリン(1904-1983)誕生。

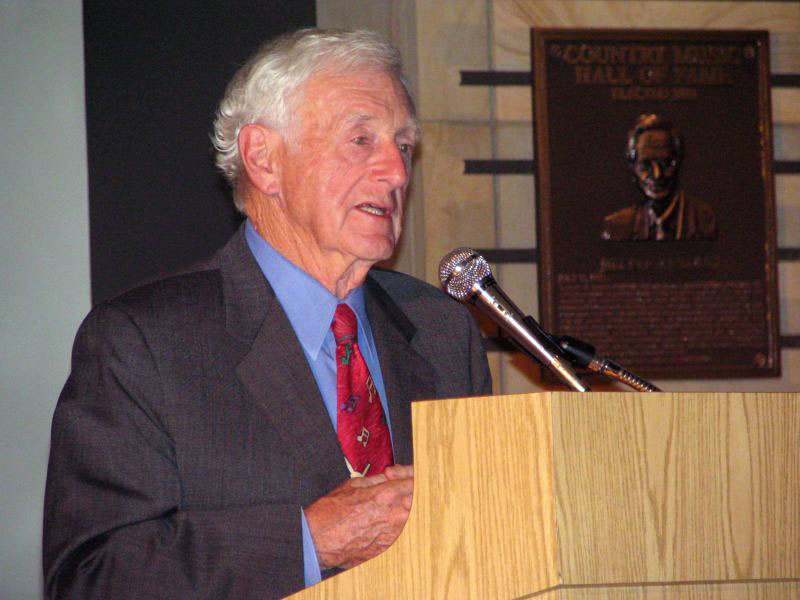
ジャーナリスト、ジョン・ローレンス・シーゲンソーラー(1927-2014)誕生。

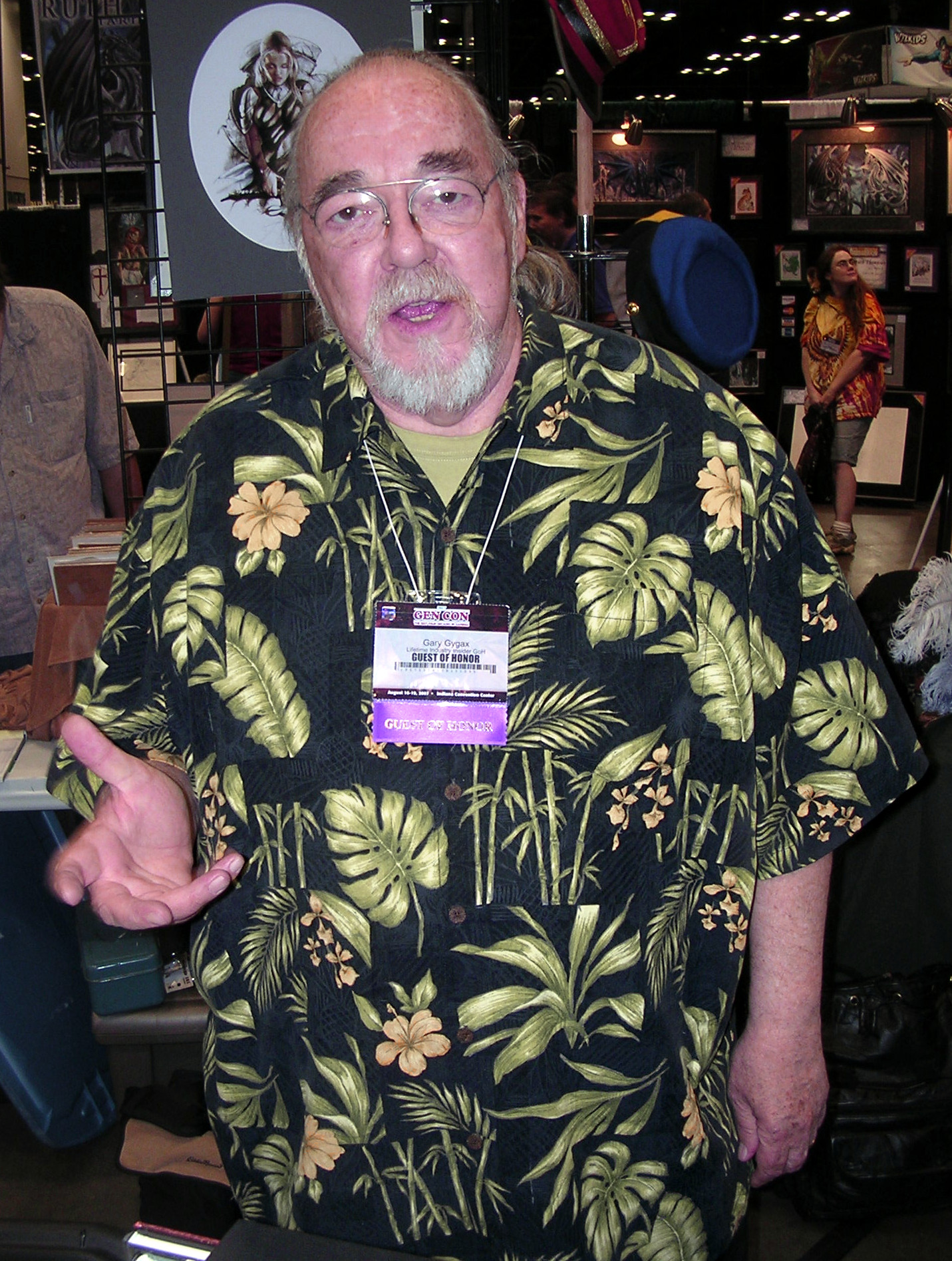
作家・TRPGの父ゲイリー・ガイギャックス(1938-2008)誕生。

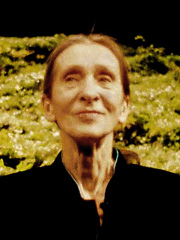
バレエダンサー・振付家、ピナ・バウシュ(1940-2009)誕生。

- 774年（宝亀5年6月15日） - 空海、真言宗を開いた僧（+ 835年）[注釈 1]
- 1452年 - ルドヴィーコ・スフォルツァ、ミラノ公（+ 1508年）
- 1716年 （正徳6年6月9日） - 松平定喬、第6代松山藩主 （+ 1763年）
- 1733年 - ジェレマイア・ディクソン、測地学者、天文学者（+ 1779年）
- 1753年 （宝暦3年6月27日） - 加藤泰行、第8代大洲藩主 （+ 1769年）
- 1768年 - シャルロット・コルデー、ジャン＝ポール・マラーを暗殺した人物（+ 1793年）
- 1781年 - マウロ・ジュリアーニ、作曲家（+ 1829年）
- 1801年 - ジョージ・ビドル・エアリー、天文学者（+ 1892年）
- 1823年 （文政6年6月20日） - 阿部正備、第4代白河藩主 （+ 1874年）
- 1824年 - アレクサンドル・デュマ（子、小デュマ）、劇作家（+ 1895年）
- 1835年 - ジョズエ・カルドゥッチ、詩人（+ 1907年）
- 1848年 - エトヴェシュ・ロラーンド、物理学者（+ 1919年）
- 1853年 - ウラジミール・コロレンコ、小説家、ジャーナリスト（+ 1921年）
- 1854年 （嘉永7年7月3日）- 竹田黙雷、建仁寺第369世住職・第4代管長（+ 1930年）
- 1867年 - エンリケ・グラナドス、作曲家（+ 1916年）
- 1871年 - エルンスト・ツェルメロ、数学者、論理学者（+ 1953年）
- 1877年 - エルンスト・フォン・ドホナーニ、作曲家（+ 1960年）
- 1878年 - 松井石根、軍人（+ 1948年）
- 1880年 - ジョー・ティンカー、元プロ野球選手（+ 1948年）
- 1881年 - ハンス・フィッシャー、化学者（+ 1945年）
- 1883年 - 前田夕暮、歌人（+ 1951年）
- 1886年 - エルンスト・マイ、建築家、都市計画家（+ 1970年）
- 1887年 - 山本有三、小説家（+ 1974年）
- 1891年 - 大谷五花村、政治家、作家、実業家、元福島県五箇村長・白河町長（+ 1958年）
- 1894年 - 古谷専三、英文学者（+ 1991年）
- 1897年 - 清水多嘉示、彫刻家（+ 1981年）
- 1897年 - ビズ・マッキー、元プロ野球選手（+ 1965年）
- 1898年 - 工藤一三、柔道家（+ 1970年）
- 1900年 - チャールズ・ヴィダー、映画監督（+ 1959年）
- 1902年 - 鷲見三郎、ヴァイオリニスト（+ 1984年）
- 1903年 - 小野十三郎、詩人（+ 1996年）
- 1903年 - 徳山璉、バリトン歌手、流行歌手（+ 1942年）
- 1904年 - アントン・ドーリン、バレエダンサー、振付家（+ 1983年）
- 1905年 - レオ・ドローチャー、元プロ野球選手（+ 1991年）
- 1910年 - ジュリアン・グラック、作家（+ 2007年）
- 1912年 - イーゴリ・マルケヴィチ、作曲家、ピアニスト、指揮者（+ 1983年）
- 1915年 - マリオ・デル＝モナコ、テノール歌手（+ 1982年）
- 1916年 - 鶴岡一人、元プロ野球選手、監督（+ 2000年）
- 1917年 - ブールヴィル、コメディアン、俳優、歌手（+ 1970年）
- 1918年 - 山村雄一、免疫学者（+ 1990年）
- 1918年 - レナード・ローズ、チェリスト（+ 1984年）
- 1919年 - 須賀不二男、俳優（+ 1998年）
- 1921年 - 古谷法夫、元プロ野球選手
- 1923年 - レイ・ブーン、元プロ野球選手（+ 2004年）
- 1924年 - 塩田丸男、作家、評論家
- 1927年 - ジョン・ローレンス・シーゲンソーラー、ジャーナリスト（+ 2014年）
- 1928年 - 田邉定明、元陸上競技選手（+ 2018年）
- 1929年 - ジャック・ヒギンズ、小説家（+ 2022年）
- 1930年 - 海部和夫、元プロ野球選手
- 1930年 - 高島忠夫、俳優（+ 2019年）
- 1930年 - 千登三子、茶人。茶道裏千家家元15代千宗室夫人（+ 1999年）
- 1931年 - 吉武輝子、評論家（+ 2012年）
- 1931年 - 渡辺礼次郎、元プロ野球選手
- 1932年 - ジョージ・リガ、劇作家、小説家（+ 1987年）
- 1935年 - 長久保初枝、スピードスケート選手
- 1938年 - ゲイリー・ガイギャックス、作家、ゲームデザイナー（+ 2008年）
- 1939年 - 上田重夫、元プロ野球選手
- 1940年 - ピナ・バウシュ、バレエダンサー、振付師（+ 2009年）
- 1942年 - デニス・ラルストン、テニス選手（+ 2020年）
- 1943年 - 青野聰、小説家
- 1943年 - 野間佐和子、実業家、第6代講談社社長、元講談社インターナショナル社長（+ 2011年）
- 1943年 - 中村勤、元サッカー選手、指導者、政治家
- 1944年 - 鳴海邦碩、都市環境デザイン研究家、アーバンデザイナー
- 1945年 - 北山悦史、官能小説家
- 1945年 - 戸田善紀、元プロ野球選手
- 1945年 - 和田徹、元プロ野球選手
- 1945年 - エドムンド・クラーク、計算機科学者（+ 2020年）
- 1946年 - 藤川真弓、バイオリニスト
- 1946年 - 中村明彦、政治家
- 1947年 - 岩田利雄、政治家、千葉県東庄町長
- 1947年 - 三浦和義、実業家、タレント、作家（+ 2008年）
- 1948年 - 浅野健一、ジャーナリスト
- 1948年 - かわぐちかいじ、漫画家
- 1948年 - ペギー・フレミング、フィギュアスケート選手
- 1948年 - ベティ・トーマス、映画監督
- 1949年 - 勝野洋、俳優
- 1950年 - 半田善三、政治家
- 1950年 - 有沢賢持、元プロ野球選手
- 1951年 - 川村八郎、実業家、マックスCEO
- 1951年 - 迫丸金次郎、元プロ野球選手
- 1951年 - 斉藤和夫、サッカー選手、指導者
- 1952年 - 久保千代志、競輪評論家、元競輪選手
- 1952年 - バンプ・ウィルス、元プロ野球選手
- 1953年 - 梅沢昌代、女優
- 1954年 - 渡辺みちお、漫画家
- 1954年 - 林有三、作曲家、編曲家
- 1954年 - 田中彰、元プロ野球選手
- 1956年 - 三宅彰、推理作家
- 1956年 - 松浦正、元プロ野球選手
- 1958年 - 業田良家、漫画家
- 1958年 - 高橋雅延、教育心理学者
- 1958年 - 三宅善信、宗教家
- 1958年 - クリストファー・ディーン、フィギュアスケート選手
- 1960年 - 渡嘉敷勝男、元プロボクサー、タレント
- 1960年 - 麻倉未稀、歌手
- 1961年 - 矢田万寿男、元プロ野球選手
- 1962年 - 中島輝士、元プロ野球選手
- 1963年 - 寺田恵子、歌手
- 1963年 - 長谷場久美、重量挙げ選手
- 1963年 - 甄子丹、俳優、映画監督、武道家
- 1963年 - 安永沙都子、声優（+ 1993年）
- 1964年 - 橋本仁、歌手、ボーカルトレーナー
- 1964年 - 植田幸弘、元プロ野球選手
- 1965年 - ホセ・ルイス・チラベルト、元サッカー選手
- 1966年 - 川畑泰博、元プロ野球選手
- 1966年 - 北崎拓、漫画家
- 1967年 - ジュリアナ・ハットフィールド、シンガーソングライター
- 1967年 - 神原孝、テレビプロデューサー
- 1968年 - 長崎宏子、水泳選手
- 1968年 - ジュリアン・マクマホン、俳優（+ 2025年）
- 1969年 - 榊原利彦、俳優
- 1969年 - トリプルH、プロレスラー
- 1970年 - 柳瀬大輔、俳優、ボイストレーナー
- 1970年 - ニコライ・コスター＝ワルドー、俳優
- 1971年 - 酒井寿和、空手家
- 1971年 - シェーン・バワーズ、元プロ野球選手
- 1972年 - 清水崇、映画監督
- 1972年 - 小島慶子、アナウンサー
- 1972年 - 沖原佳典、元プロ野球選手
- 1972年 - シェイク・ムザファ・シュコア、宇宙飛行士
- 1973年 - 高槻純、俳優
- 1973年 - 上妻宏光、三味線演奏者
- 1973年 - 海老一鈴娘、太神楽曲芸師
- 1973年 - 杉本周作、プロゴルファー
- 1973年 - 田中健三、元お笑い芸人
- 1974年 - 平岳大、俳優
- 1974年 - 西川かの子、タレント
- 1974年 - 鈴木啓友、音楽家、トロンボーン奏者、作曲家、編曲家
- 1974年 - 今井祐介、サッカー選手
- 1974年 - ブライアン・シコースキー、元プロ野球選手
- 1975年 - 大柴裕介、ファッションモデル、俳優、ミュージシャン
- 1975年 - 安田覚、陸上競技指導者、元棒高跳び選手
- 1975年 - 倉義和、元プロ野球選手
- 1975年 - アレックス・ロドリゲス、元プロ野球選手
- 1975年 - シェイ・ヒレンブランド、元プロ野球選手
- 1976年 - 稲田千花、タレント
- 1976年 - 望月さや、タレント
- 1976年 - 尹仁完、漫画原作者
- 1976年 - 大久保三代、政治家
- 1976年 - 高橋和裕、陸上競技指導者、元選手
- 1976年 - 小山田保裕、元プロ野球選手
- 1976年 - 金城龍彦、元プロ野球選手
- 1976年 - デミス・ハサビス、人工知能研究者、神経科学者
- 1977年 - 水野愛日、声優
- 1977年 - 真戸原直人、ミュージシャン（アンダーグラフ）
- 1977年 - 菊地裕介、ピアニスト
- 1977年 - 海老根恵太、競輪選手
- 1977年 - ジョナサン・リース＝マイヤーズ、俳優
- 1978年 - 那須めぐみ、声優
- 1978年 - 小野明子、ヴァイオリ二スト
- 1978年 - 後藤光尊、元プロ野球選手
- 1978年 - 伊藤宏樹、元サッカー選手
- 1979年 - シドニー・ゴブ、サッカー選手
- 1980年 - 矢佐間恵、元アナウンサー
- 1980年 - 加藤大輔、元プロ野球選手
- 1980年 - フェリックス・ディアス、元プロ野球選手
- 1980年 - 張建銘、元プロ野球選手
- 1981年 - 坂戸こまつな、声優
- 1981年 - 星野真里、女優
- 1982年 - 神海英雄、漫画家
- 1982年 - 高橋友希、アナウンサー
- 1982年 - 矢島悠子、アナウンサー
- 1982年 - 香月良太、元プロ野球選手
- 1982年 - 田村彰啓、元プロ野球選手
- 1983年 - 高橋周大、サッカー選手
- 1983年 - ゴラン・パンデフ、サッカー選手
- 1984年 - 西岡剛、元プロ野球選手
- 1984年 - マックス・シャーザー、プロ野球選手
- 1984年 - 林克征、元アナウンサー
- 1985年 - 尾崎裕美、女優
- 1985年 - 木島由利香、気象予報士
- 1985年 - 見学奈緒、モデル、タレント、ミュージシャン
- 1985年 - 戸田衛、元プロ野球選手
- 1985年 - 今井隆文、俳優
- 1985年 - カイル・カード、俳優
- 1987年 - 秋元梢、ファッションモデル
- 1987年 - 荒木のぞみ、タレント
- 1987年 - 吉木りさ、タレント
- 1987年 - 田中幸夏、元野球選手
- 1987年 - プレストン・ギルメット、プロ野球選手
- 1987年 - マレク・ハムシーク、サッカー選手
- 1988年 - ヨアビス・メディーナ、プロ野球選手
- 1988年 - 小野航平、プロアイスホッケー選手
- 1989年 - 太田渉子、元障害者スキー選手
- 1989年 - 辻孟彦、元プロ野球選手
- 1989年 - 伊東亮大、元プロ野球選手
- 1990年 - 熊井幸平、俳優
- 1990年 - 佐藤栞里、タレント、ファッションモデル
- 1990年 - 草山公汰、お笑い芸人
- 1990年 - 永井みさえ、イラストレーター
- 1990年 - 後藤三知、サッカー選手
- 1990年 - 郭立中、フィギュアスケート選手
- 1990年 - ダニエル・アキーノ・ピントス、サッカー選手
- 1991年 - 原田美欧、ミュージカル俳優、元バレエダンサー
- 1991年 - 松井玲奈、タレント、歌手、女優（元SKE48、元乃木坂46）
- 1991年 - 皆方由衣、ファッションモデル
- 1991年 - 檜原洋平、お笑いタレント（ママタルト）
- 1991年 - 春場ねぎ、漫画家
- 1991年 - 剣翔桃太郎、大相撲力士
- 1992年 - 三好大貴、俳優
- 1992年 - ROLAND、ホスト、タレント
- 1992年 - Kid'z、ミュージシャン、ドラマー（MY FIRST STORY）
- 1992年 - 大堀結衣、アナウンサー
- 1992年 - 柴田華絵、サッカー選手
- 1993年 - ジョーダン・スピース、プロゴルファー
- 1994年 - 姫野和樹、ラグビー選手
- 1994年 - 堀口あやか、元バレーボール選手
- 1995年 - 大西研也、囲碁棋士
- 1995年 - 近藤秀一、陸上選手
- 1995年 - アダルベルト・モンデシー、プロ野球選手
- 1995年 - ドリュー・ラスムッセン、プロ野球選手
- 1996年 - 大橋祐紀、サッカー選手
- 1997年 - 武田玲奈、タレント
- 1997年 - 莉音、タレント、モデル、グラビアアイドル
- 1997年 - アリエル、タレント、ファッションモデル
- 1997年 - 木元拓人、柔道選手
- 1997年 - 田嶋剛希、柔道選手
- 1998年 - 藍沢せいな、ファッションモデル、クラブソシエトップホステス
- 1998年 - 渡邉理佐、ファッションモデル、元アイドル（元櫻坂46）
- 1998年 - 河辺ほのか、モデル、タレント、レースクイーン
- 1998年 - 當山みれい、シンガーソングライター、ダンサー
- 1999年 - 西澤瑠莉奈[11]、アイドル（元NMB48）
- 1999年 - 足立夏保、アナウンサー
- 1999年 - 本田仁海[12]、プロ野球選手
- 1999年 - 太田海也、自転車競技選手、競輪選手
- 2000年 - 三橋かおる、俳優、声優、アイドル
- 2000年 - 吉田莉々加、女優、元宝塚歌劇団花組男役
- 2001年 - 三浦稜介、プロアイスホッケー選手
- 2001年 - 原海聖、プロ野球選手
- 2002年 - 麦谷祐介、プロ野球選手
- 2002年 - 古川あおいアン、元バレーボール選手
- 2003年 - 小鳥遊可奈、女優
- 2004年 - 小見山沙空、タレント、アイドル（元NGT48）
- 2004年 - ヒュニン・バヒエ、アイドル（Kep1er）
- 2007年 - 李亨宇、バドミントン選手
- 生年不詳 - 雛形羽衣、アイドル（元ディア☆）

## 忌日

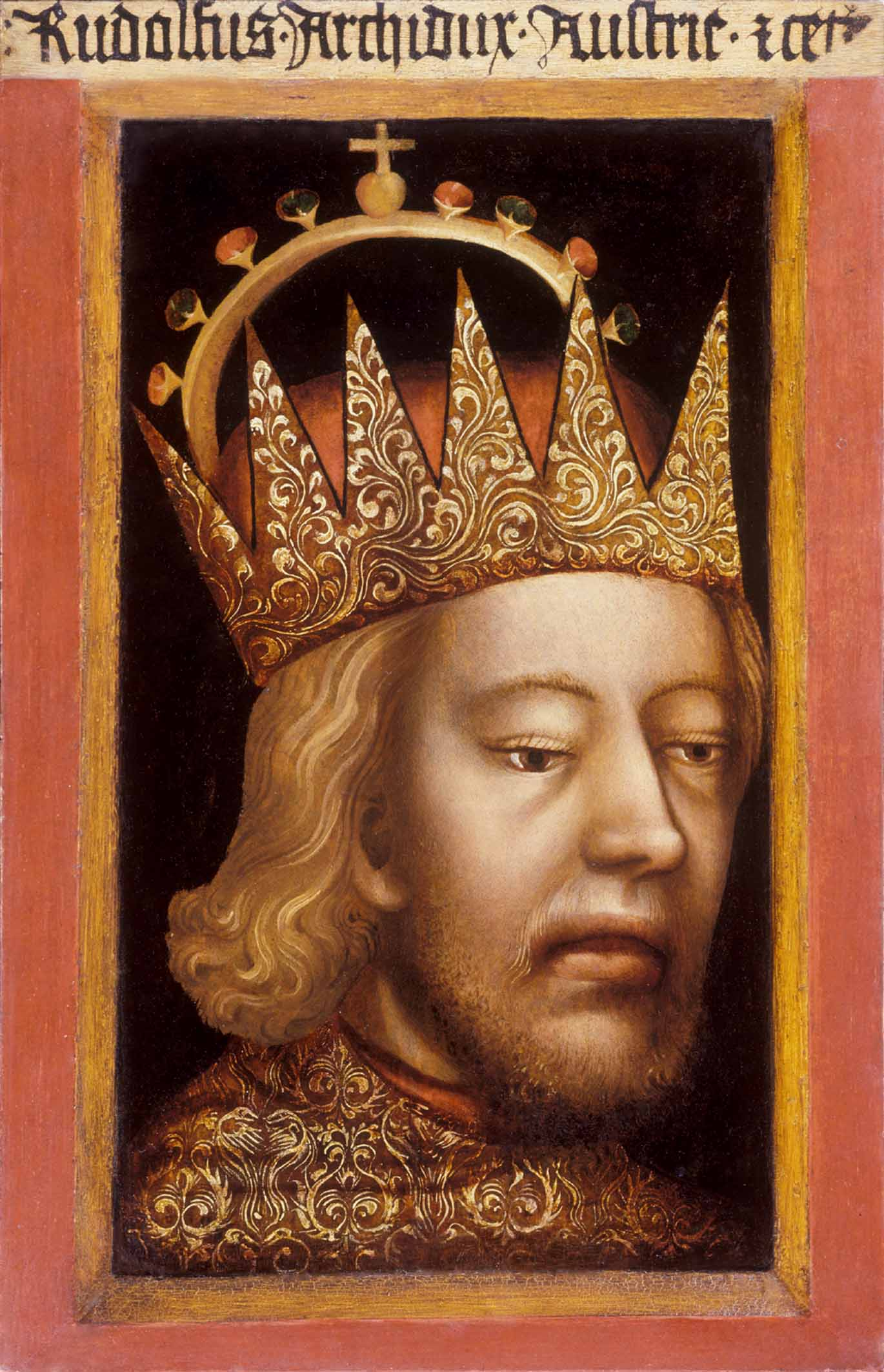
オーストリア公ルドルフ4世(1339-1365)没。

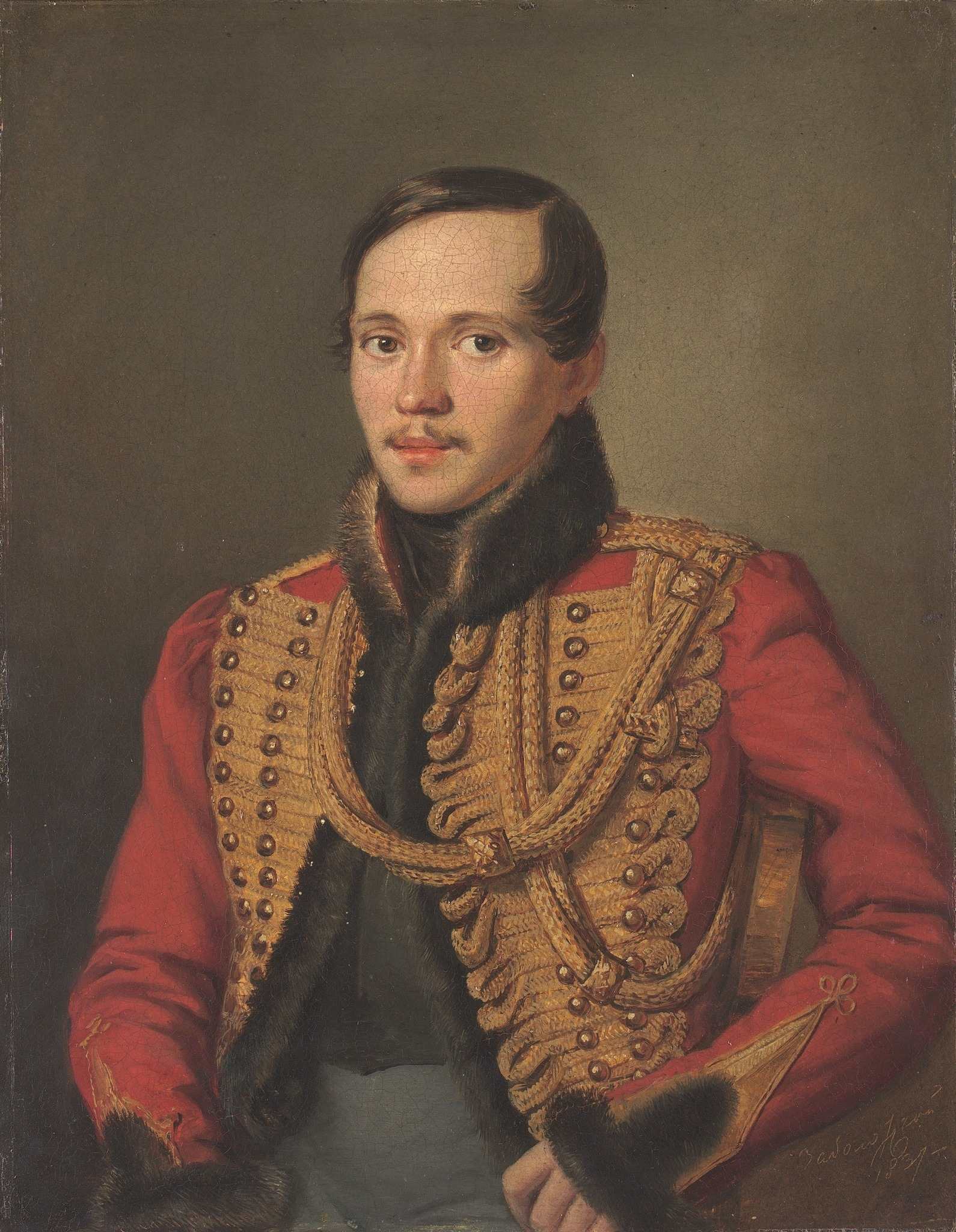
ロシアの詩人ミハイル・レールモントフ(1814-1841)没。

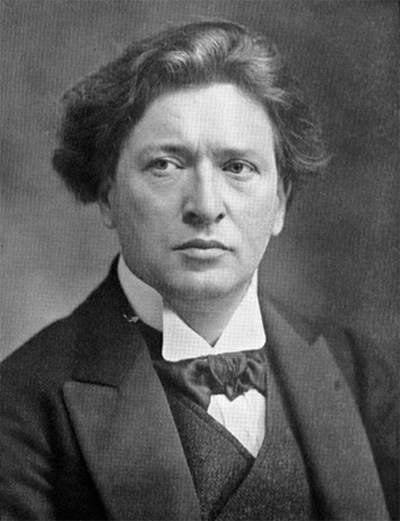
音楽家フェルッチョ・ブゾーニ(1866-1924)没。

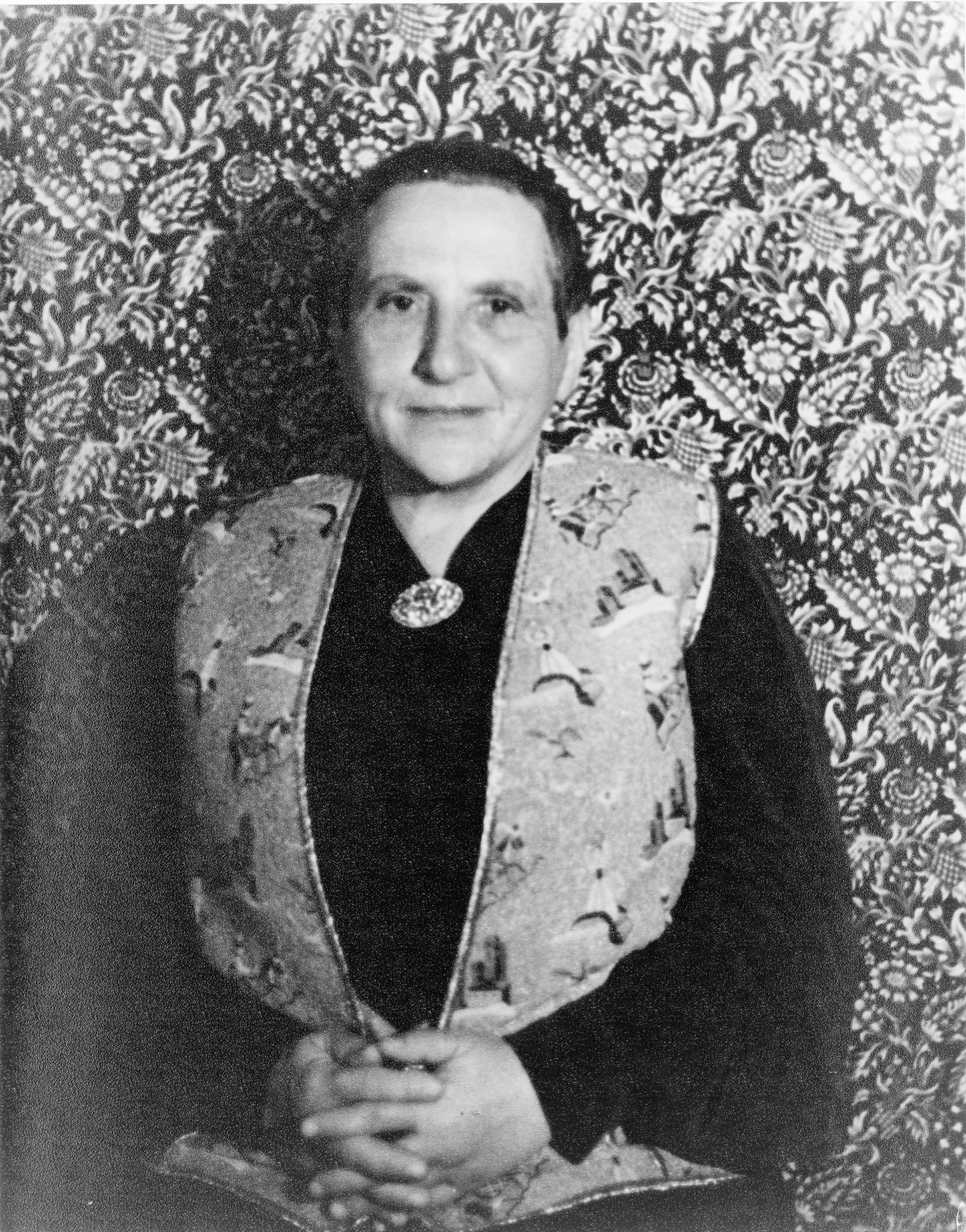
著作家・詩人、ガートルード・スタイン(1874-1946)没。

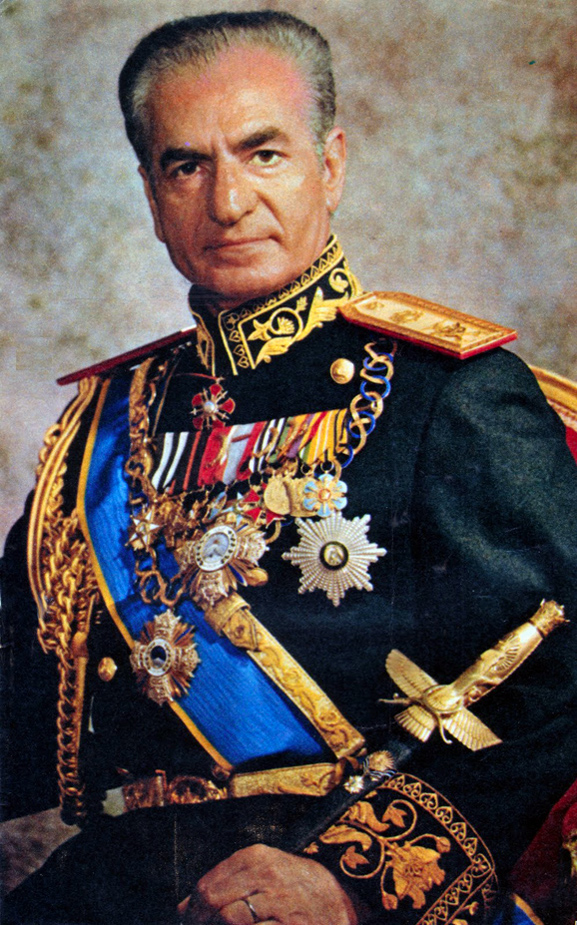
イラン皇帝モハンマド・レザー・パフラヴィー(1919-1980)没。

- 432年 - カエレスティヌス1世、第43代ローマ教皇
- 1276年 - ハイメ1世、アラゴン王（* 1208年）
- 1365年 - ルドルフ4世、オーストリア大公（* 1339年）
- 1404年（応永11年6月20日） - 少弐貞頼、豊前国の守護
- 1585年（天正13年7月1日） - 一条兼定、土佐国国司（* 1543年）
- 1762年 - エドメ・ブーシャルドン、彫刻家（* 1698年）
- 1622年（元和8年6月19日） - 里見忠義、安房勝山藩、館山藩主（* 1594年）
- 1665年 - フランチェスコ・カイロ、画家（* 1607年）
- 1756年 - マリー・サレ、バレーダンサー、振付師（* 1709年）
- 1759年 - ピエール・ルイ・モーペルテュイ、数学者（* 1698年）
- 1783年 - ヨハン・フィリップ・キルンベルガー、音楽家、作曲家（* 1721年）
- 1835年（天保6年閏7月2日） - 松平斉承、第12代福井藩主（* 1811年）
- 1841年 - ミハイル・レールモントフ、詩人、小説家（* 1814年）
- 1844年 - ジョン・ドルトン、化学者、物理学者（* 1766年）
- 1853年（嘉永6年6月22日） - 徳川家慶、江戸幕府第12代将軍（* 1793年）
- 1865年 - ジャン＝ジョセフ・ダッシー（英語版）、画家（* 1791年）
- 1873年 - フョードル・チュッチェフ、詩人、外交官（* 1803年）
- 1883年 - フランツ・ドップラー、作曲家（* 1821年）
- 1917年 - エーミール・テオドール・コッハー、外科学者（* 1841年）
- 1924年 - フェルッチョ・ブゾーニ、ピアニスト・作曲家（* 1866年）
- 1928年 - 長谷川零余子、俳人（* 1886年）
- 1929年 - ラウール・ピクテ、物理学者（* 1846年）
- 1933年 - 武藤信義、陸軍大将（* 1868年）
- 1934年 - 山本孝治、検察官（* 1885年）
- 1946年 - ガートルード・スタイン、著作家、詩人（* 1874年）
- 1948年 - ジョー・ティンカー、プロ野球選手（* 1880年）
- 1958年 - クレア・リー・シェンノート、軍人（* 1893年）
- 1960年 - エセル・リリアン・ヴォイニッチ、小説家（* 1864年）
- 1960年 - ヴァーシャ・プルジーホダ、ヴァイオリニスト（* 1900年）
- 1962年 - 山本英輔、海軍軍人（* 1876年）
- 1962年 - 小口みち子、美容家、婦人運動家（* 1883年）
- 1962年 - リチャード・オールディントン、作家、詩人（* 1892年）
- 1962年 - コンラッド・エルヴェイエム（英語版）、生化学者（* 1901年）
- 1963年 - ギャレット・モーガン、発明家（* 1877年）
- 1965年 - 椎熊三郎、政治家（* 1895年）
- 1968年 - リリアン・ハーヴェイ、女優（* 1906年）
- 1968年 - 大原総一郎、実業家、元倉敷絹織（現クラレ）社長（* 1909年）
- 1970年 - アントニオ・サラザール、ポルトガルの指導者（* 1889年）
- 1972年 - 瀬越憲作、囲碁棋士（* 1889年）
- 1972年 - リヒャルト・クーデンホーフ＝カレルギー、政治家（* 1894年）
- 1974年 - 北島武雄、官僚、元国税庁長官、日本専売公社総裁（* 1910年）
- 1974年 - ライトニン・スリム、ブルース・シンガー、ギタリスト（* 1913年）
- 1976年 - 馬可、作曲家（* 1918年）
- 1977年 - ヴィルヘルム・ボーグナー・シニア（英語版）、ノルディックスキー複合選手（* 1909年）
- 1978年 - 石田礼助、実業家、元三井物産社長第、4代日本国有鉄道総裁（* 1886年）
- 1979年 - 高木惣吉、海軍軍人（* 1893年）
- 1979年 - アンリ・サン・シール（英語版）、軍人、馬術競技選手、1952年ヘルシンキ五輪、1956年メルボルン五輪金メダリスト（* 1902年）
- 1980年 - モハンマド・レザー・パフラヴィー、パフラヴィー朝第2代イラン皇帝（* 1919年）
- 1981年 - ウィリアム・ワイラー、映画監督（* 1902年）
- 1982年 - 鷲巣繁男、詩人、宗教評論家（* 1915年）
- 1982年 - 高山良策、画家、怪獣造形製作者（* 1917年）
- 1982年 - ウラジミール・スミルノフ（フランス語版）、フェンシング選手（* 1954年）
- 1983年 - ジェローム・モロス、作曲家（* 1913年）
- 1984年 - ジェームズ・メイソン、俳優（* 1909年）
- 1985年 - 天知茂、俳優（* 1931年）
- 1985年 - スモーキー・ジョー・ウッド、元プロ野球選手（* 1889年）
- 1985年 - ジョージ・ウール、元プロ野球選手（* 1898年）
- 1986年 - 木原均、遺伝学者（* 1893年）
- 1986年 - 矢野亮、作詞家（* 1910年）
- 1987年 - 前田愛、文芸評論家（* 1931年）
- 1987年 - トラビス・ジャクソン、元プロ野球選手（* 1903年）
- 1988年 - フランク・ザンボニー、発明家（* 1901年）
- 1989年 - 内村直也、劇作家（* 1909年）
- 1990年 - エリザベス・アラン、女優（* 1910年）
- 1990年 - エド・エムシュウィラー、イラストレーター、視覚芸術家（* 1925年）
- 1991年 - ピエール・ブリュネ、フィギュアスケート選手（* 1902年）
- 1992年 - アンソニー・サレルノ、マフィア（* 1911年）
- 1992年 - 石田五郎、天文学者（* 1924年）
- 1993年 - 川喜多かしこ、映画文化活動家、元東和映画（現東宝東和）代表（* 1908年）
- 1994年 - ケビン・カーター、報道写真家、ピューリッツァー賞受賞者（* 1960年）
- 1995年 - リック・フェレル、元プロ野球選手（* 1905年）
- 1995年 - ロージャ・ミクローシュ、作曲家（* 1907年）
- 1996年 - 若泉敬、政治学者（* 1930年）
- 1996年 - 神田武幸、アニメーション演出家、監督（* 1943年）
- 1998年 - 柴田治三郎、ドイツ文学者、東北大学名誉教授（* 1909年）
- 1999年 - 羽生田進、政治家、眼科医（* 1910年）
- 1999年 - ハリー・エディソン、ジャズトランペット奏者（* 1915年）
- 1999年 - フェドン・キジキス、軍人、政治家、元ギリシャ大統領（* 1917年）
- 1999年 - 大龍隆寛、元大相撲力士（* 1944年）
- 2003年 - ボブ・ホープ、コメディアン（* 1903年）
- 2003年 - 花柳武始、俳優（* 1926年）
- 2005年 - ヤコブ・チャーグ（英語版）、病理学者（* 1910年）
- 2005年 - 若松信重、実業家、東海テレビ放送社長（* 1925年）
- 2005年 - かやまゆみ、漫画家（* 1959年）
- 2007年 - 若林繁太[13]、教育者、作家（* 1925年）
- 2007年 - 薄井清[14]、小説家（* 1930年）
- 2007年 - 横地由松、元プロ野球選手（* 1939年）
- 2008年 - マリサ・メルリーニ（英語版）、女優（* 1923年）
- 2008年 - ユーセフ・シャヒーン、映画監督（* 1926年）
- 2008年 - 細田富男、元陸上競技選手（* 1926年）
- 2008年 - ホルスト・シュタイン、指揮者（* 1928年）
- 2008年 - フェンウィック・ランズダウン（英語版）、動物画家、芸術家（* 1937年）
- 2008年 - ラス・ギブソン（英語版）、野球選手（* 1939年）
- 2008年 - グラハム・クラーラン（英語版）、ドラマー（* 1958年）
- 2008年 - 越智順子、ゴスペル・ジャズ歌手（* 1965年）
- 2009年 - 村田健郎、情報工学者（* 1923年）
- 2009年 - ジョージ・ラッセル（英語版）、作曲家、編曲家、ドラマー、ジャズピアニスト（* 1923年）
- 2010年 - 長谷川裕見子、女優（* 1924年）
- 2010年 - 園佳也子、女優（* 1934年)
- 2010年 - 本田威志、元プロ野球選手（* 1937年）
- 2010年 - 今野雄二、映画評論家、翻訳家、小説家（* 1943年）
- 2010年 - ジャック・テイタム、元フットボール選手（* 1948年)
- 2010年 - ウォレス・ソウザ、政治家、テレビ司会者（* 1958年)
- 2010年 - 山本真純、日本テレビアナウンサー（* 1976年）
- 2011年 - ジョン・ストット、英国国教会司祭（* 1921年）
- 2011年 - アゴタ・クリストフ、作家（* 1935年）
- 2011年 - 三城晃子、タレント（* 1945年）
- 2011年 - 伊良部秀輝、元プロ野球選手（* 1969年）
- 2011年 - レイ・ハラカミ、ミュージシャン（* 1970年）
- 2012年 - トニー・マーチン、俳優、歌手（* 1913年）
- 2012年 - ジャック・テイラー、元サッカー審判員（* 1930年）
- 2012年 - 森田和郎、ゲームクリエイター（* 1955年）
- 2013年 - 葛城隆雄、元プロ野球選手（* 1936年）
- 2013年 - ミック・ファレン（英語版）、ミュージシャン、作家（元ザ・デヴィアンツ）（* 1943年）
- 2013年 - イリア・セガロビッチ（英語版）、実業家、Yandex共同創設者（* 1964年）
- 2014年 - 永田力、画家（* 1924年）
- 2015年 - アブドゥル・カラーム、政治家、第11代インド大統領（* 1931年）
- 2015年 - 三森久実、実業家、大戸屋ホールディングス創業者（* 1957年）
- 2016年 - エイノユハニ・ラウタヴァーラ、作曲家（* 1928年）
- 2016年 - 永島卓、元地方自治体職員、詩人、政治家、前愛知県碧南市長（* 1934年）
- 2017年 - サム・シェパード、俳優、劇作家（* 1943年）
- 2018年 - 山口武平、政治家、元茨城県議会議長（* 1921年）
- 2018年 - バーナード・ヘプトン（英語版）、演出家、俳優（* 1925年）
- 2018年 - ウラジーミル・ヴォイノーヴィチ（ロシア語版）、小説家、詩人、劇作家、作詞家、画家（* 1932年）
- 2018年 - 須藤祐孝、政治学者、愛知大学名誉教授（* 1939年）
- 2019年 - カルロス・クルス＝ディエス（スペイン語版）、芸術家（* 1923年）
- 2019年 - 二木秀夫、教育者、政治家、学校法人宇部学園学園長、元宇部市長（* 1930年）
- 2019年 - ジョン・ロバート・シュリーファー、物理学者、ノーベル物理学賞受賞者（* 1931年）
- 2019年 - 桑原敏明、教育学者、筑波大学名誉教授（* 1936年）
- 2019年 - ヨハン・クレスニク（ドイツ語版）、ダンサー、振付師、舞台プロデューサー（* 1939年）
- 2020年 - ジャンリコ・テデスキ（英語版）、俳優、声優（* 1920年）
- 2020年 - キャシー・シャーマズ、社会学者（* 1939年）
- 2020年 - ムハマッド・アサド・マリク（英語版）、元フィールドホッケー選手、1968年メキシコシティー五輪金メダリスト（* 1941年）
- 2020年 - ミス・マーシー（英語版）、歌手（* 1949年）
- 2020年 - オーウェン・アーサー（英語版）、政治家、第5代バルバドス首相（* 1949年）
- 2020年 - 成毛康雄、技術者、実業家、初代キオクシアホールディングス社長（* 1955年）
- 2020年 - カミル・マリネスク、指揮者（* 1964年）
- 2020年 - デニス・ジョンソン、歌手（プライマル・スクリーム）（* 1963年）
- 2021年 - セルジオ・アスティ（英語版）、建築家、工業デザイナー（* 1926年）
- 2021年 - サギノー・グラント、俳優（* 1936年）
- 2021年 - 聞世震、官僚、政治家、元遼寧省人民政府省長（* 1940年）
- 2021年 - 上原博[15]、政治家、元沖縄県糸満市長（* 1941年または1942年）
- 2021年 - ジャン＝フランソワ・ステヴナン、俳優（* 1944年）
- 2021年 - ジャンニ・ナザーロ（英語版）、歌手（* 1948年）
- 2021年 - 高橋由利子[16]、中国古典文献学者、上智大学名誉教授（* 1948年）
- 2021年 - 若生正廣、高校野球指導者（* 1950年）
- 2021年 - 中野督夫、ミュージシャン（センチメンタル・シティ・ロマンス）（* 1954年）
- 2021年 - モー・ヘイダー、推理小説家（* 1962年）
- 2022年 - エリザヴェータ・デメンティエワ（英語版）、元カヌースプリント選手、1956年メルボルン五輪金メダリスト（* 1928年）
- 2022年 - バーナード・クリビンス（英語版）、俳優、歌手（* 1928年）
- 2022年 - メアリー・アリス（英語版）、女優（* 1936年）
- 2022年 - 朴道春、政治家、軍人（* 1944年）
- 2022年 - 宮崎集、トライアスロン選手（* 1996年）
- 2022年 - ジェイ・ダ・ヤンガン（英語版）、ラッパー、歌手（* 1998年）
- 2023年 - フランソワ・キャスタン、自動車技術者（* 1945年）
- 2023年 - 鎌田順也[17]、劇作家、演出家（* 1984年）
- 2023年 - レミ・ルシディ[18]、スタントマン（* 1993年）
- 2024年 - エドナ・オブライエン、小説家、随筆家（* 1930年）
- 2024年 - ヴォルフガング・リーム、作曲家（* 1952年）
- 2024年 - ミージア、ファド歌手（* 1955年）
- 2024年 - 平出和也、登山家　（*1979年）
- 2024年 - 中島健郎、登山家　（*1984年）
- 2025年 - 東本昌平、漫画家、イラストレーター（* 生年不明）

## 記念日・年中行事

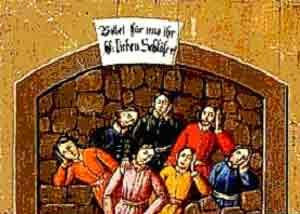
7人の眠り男

- お寝坊さんの日（fi:unikeonpäivä, en:National Sleepy Head Day  フィンランド）
家で一番遅くまで寝ていた人を水に投げ込むなどして起こす日。200年間眠り続けたというエフェソスの7人の眠り男（英語版）の伝承に基づく。
- 祖国解放戦争勝利記念日（ 北朝鮮）
1950年のこの日に朝鮮戦争の停戦が成立。
- ホセ・セルソ・バルボーサ誕生日（ プエルトリコ）
- 政治を考える日（ 日本）
1976年のこの日、ロッキード事件で田中角栄前首相（当時）が逮捕されたことによる[19]。
- スイカの日（ 日本）
スイカの縞模様を綱に見立て、27を「つ(2)な(7)」と読む語呂合せから[20]。
- ニキビケアの日（ 日本）
株式会社DHCが制定。ニキビケアを見直し、肌トラブルを無くす正しい手入れの方法を啓蒙するのが目的。日付は、「しっかりと（7）ニキビを（2）なくそう（7）」の語呂合わせから[21][22]。